# ナムギャル寺
ナムギャル寺（ナムギャルじ、蔵:rnam rgyal）は、インド・ヒマーチャル・プラデーシュ州カーングラー県ダラムシャーラーにあるゲルク派の寺院である。ダライ・ラマ14世の個人修道院である。